# Kenji Dai
Kenji Dai (født 27. marts 1989) er en japansk fodboldspiller, som spiller for den japanske fodboldklub Kataller Toyama.